# Nebalia cannoni
Nebalia cannoni is een kreeftachtigensoort uit de familie van de Nebaliidae. De wetenschappelijke naam van de soort is voor het eerst geldig gepubliceerd in 1990 door Erik Dahl.
De typelocatie is nabij Zuid-Georgia, op 155-178 m diepte. Het holotype werd er verzameld op 5 januari 1927. De soortnaam is een eerbetoon aan professor H. G. Cannon, die veel bijdroeg aan de kennis van de Leptostraca.